# Palempore
Un palempore (ou palampore) est une étoffe de coton teinte et peinte, de grande taille, fabriquée au XVIIIe siècle en Inde, notamment sur la côte de Coromandel, à destination des marchés occidentaux.
Le mot vient du hindi palang qui signifie « lit » et du persan push qui veut dire « couvrir ».
Le palempore était utilisé comme couvre-lit (courtepointe), parfois comme châle, mais surtout comme tenture murale.
Le motif décoratif le plus fréquent est l'arbre de vie. Les animaux, notamment les oiseaux, sont souvent représentés (paon, perdrix, coq, papillon, poisson, tortue, éléphant, crocodile, singe), alors que les scènes à personnages sont plus rares.
Très prisé, le palempore a contribué à la vogue des indiennes en Europe.

## Galerie

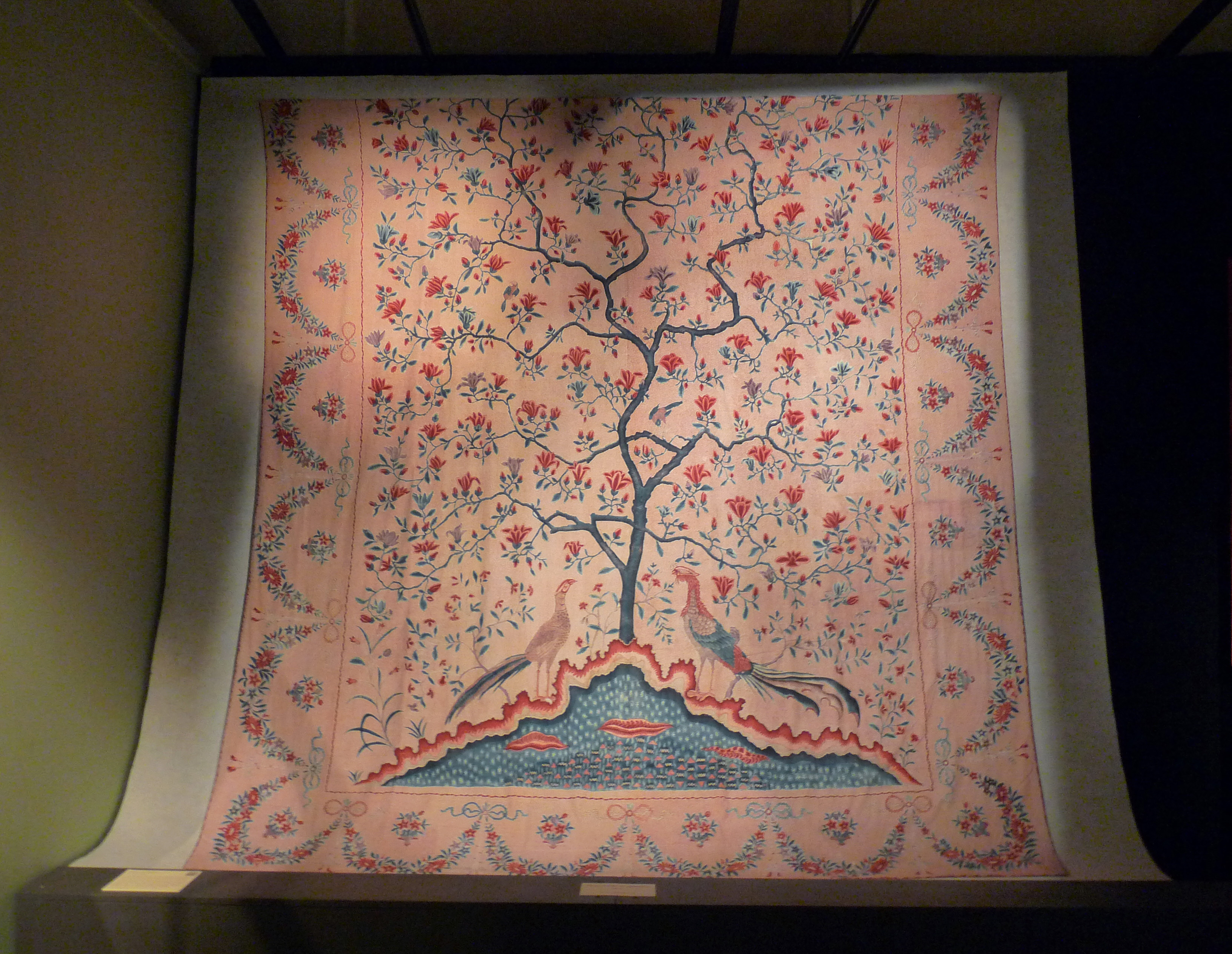
Palempore aux magnolias, premier quart du XVIIIe siècle (Musée de la Compagnie des Indes)
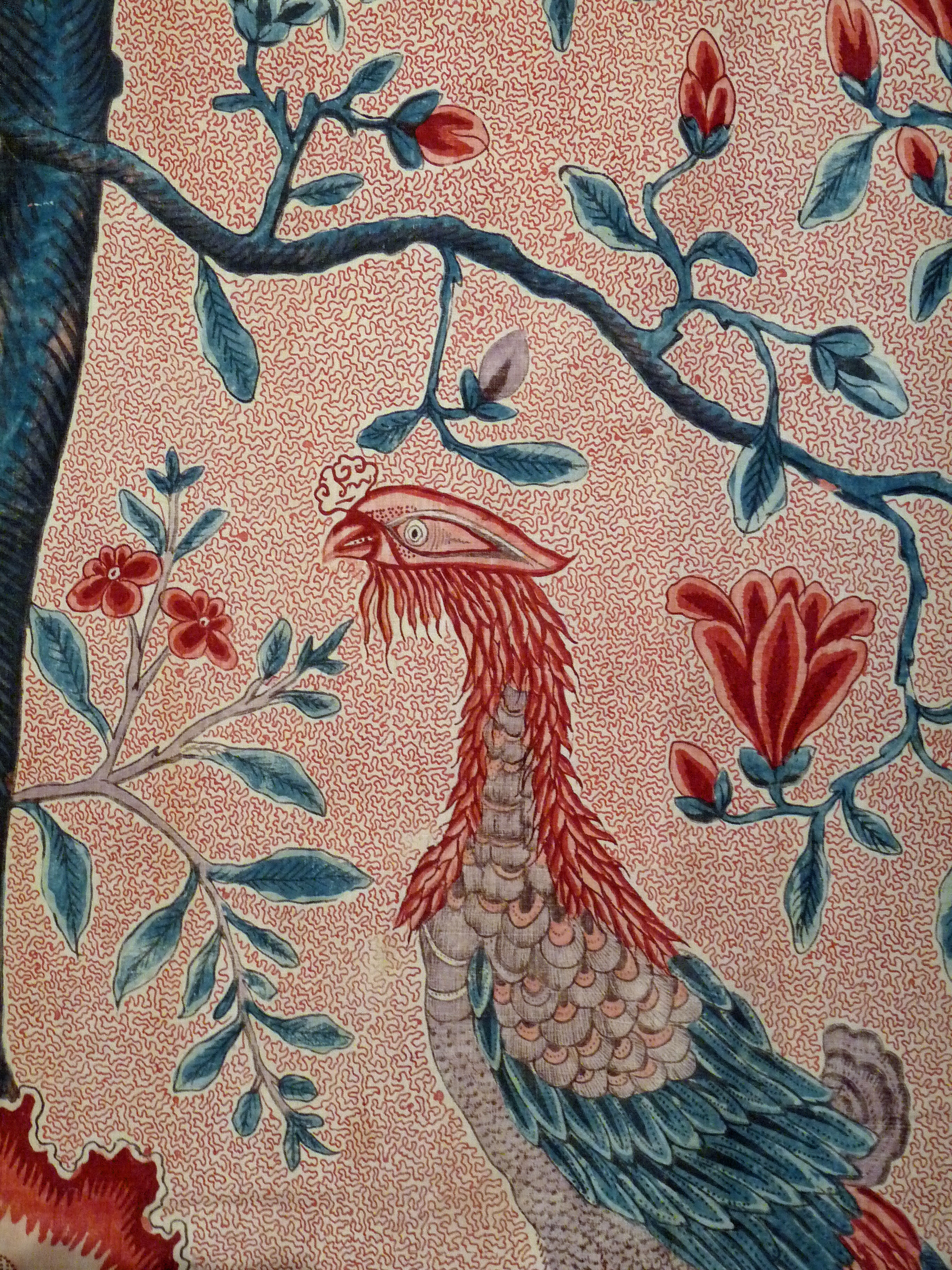
Palempore aux magnolias (détail)
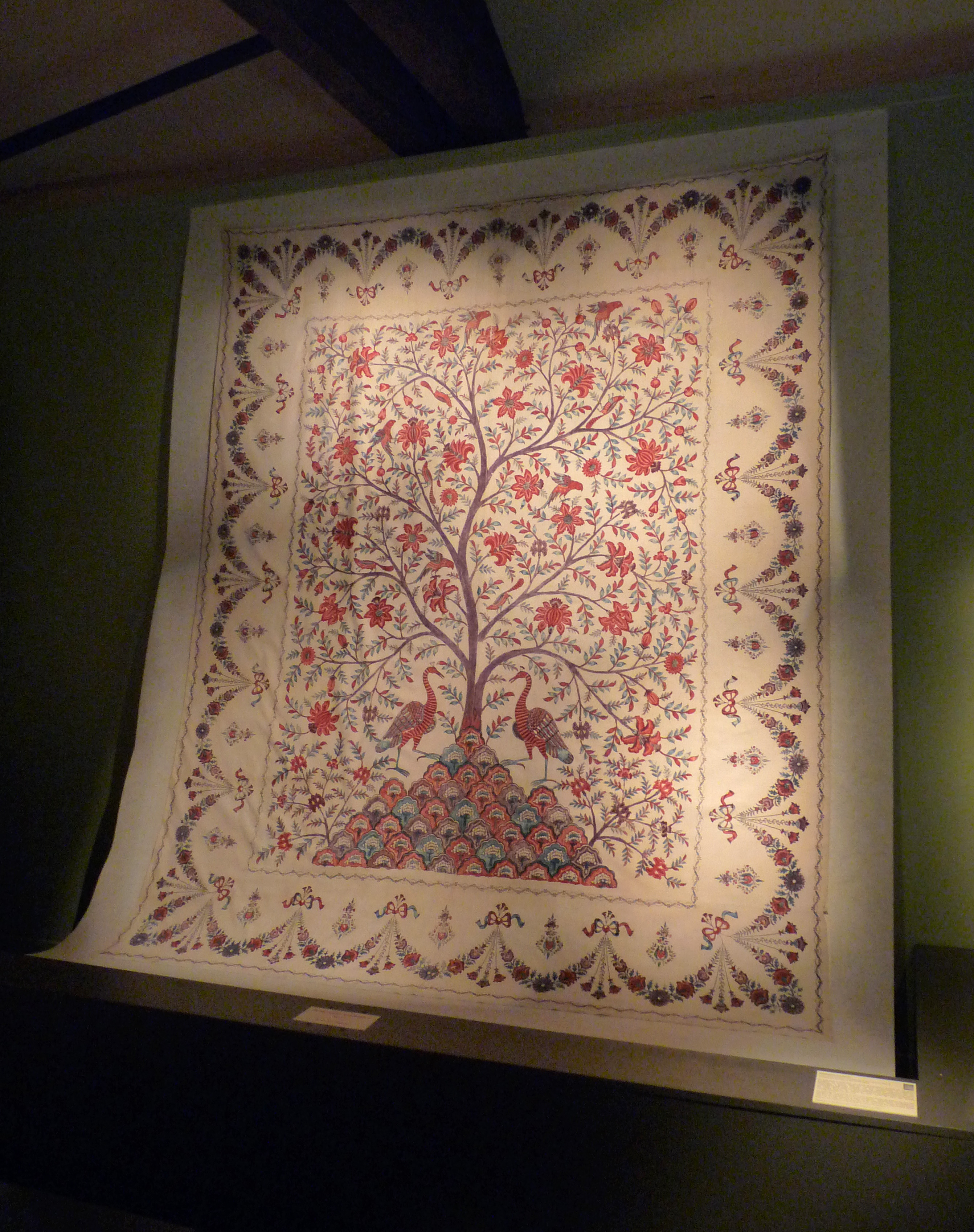
Palempore aux paons, seconde moitié du XVIIIe siècle (Musée de la Compagnie des Indes)
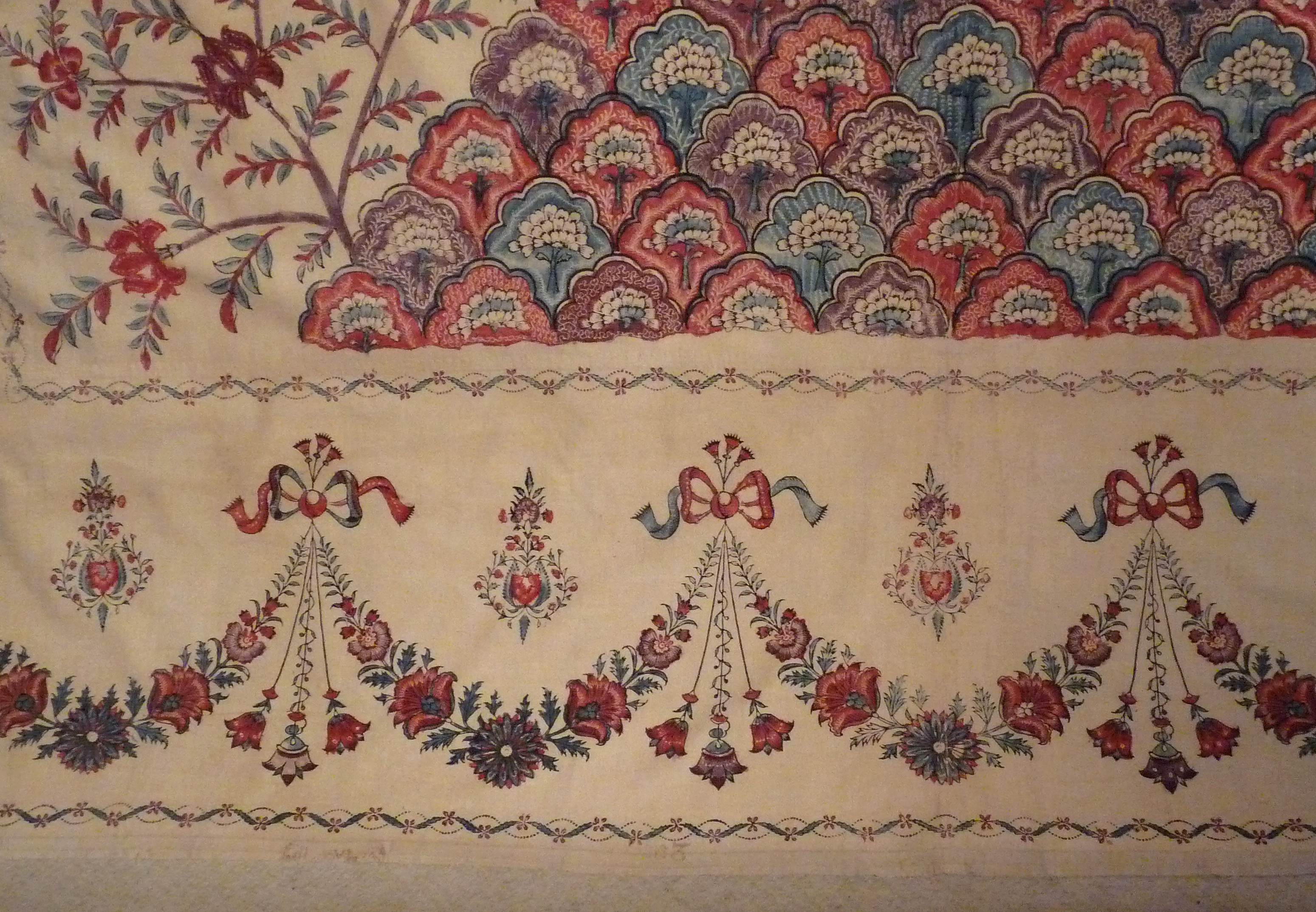
Palempore aux paons (détail)